# أميليا هاينل
أميليا هاينل لوكينبيل (بالإنجليزية: Amelia Heinle)‏ (ق .ز أميليا مارش هاينل، ويثرلي سابقا؛ ولدت في 17 مارس 1973) ممثلة أمريكية اشتهرت بأدوارها في المسلسلات الأمريكية.

## نشأتها
أميليا مارس هاينل ولدت في فينيكس، أريزونا، كأصغر أشقائها الأربعة. نشأت في ولاية أريزونا وانتقلت إلى نيو جيرسي مع عائلتها عندما كانت تبلغ من العمر 15 عاماً.

## روابط خارجية
- أميليا هاينل على موقع IMDb (الإنجليزية)
- أميليا هاينل على موقع إن إن دي بي (الإنجليزية)
- أميليا هاينل على موقع قاعدة بيانات الفيلم (الإنجليزية)
- مقابلة أميليا هاينل